# Assaf Rappaport
 (mars 2025).
Pour les articles homonymes, voir Rappaport.
Assaf Rappaport, né le 28 août 1983 en Israël, est un entrepreneur et dirigeant d'entreprise israélien, spécialisé dans le domaine de la cybersécurité. Il est principalement connu pour être le cofondateur et PDG de l'entreprise de sécurité cloud Wiz, ainsi que le cofondateur de la startup Adallom, rachetée par Microsoft en 2015. Son parcours comprend également une expérience notable chez Microsoft, où il a dirigé le centre de recherche et développement en Israël.

## Biographie

### Jeunesse et formation
Assaf Rappaport naît le 28 août 1983 en Israël. Dès son jeune âge, il montre un intérêt marqué pour les sciences et les technologies. Il intègre le programme d'élite Talpiot des Forces de défense israéliennes (FDI), qui combine études avancées et formation militaire. Après son service militaire, il obtient un Bachelor of Science en informatique à l'Université hébraïque de Jérusalem en 2005, suivi d’un Master of Science en informatique au Technion – Institut israélien de technologie – en 2012.

### Carrière
Après ses études, Rappaport commence sa carrière dans le secteur de la cybersécurité. En 2012, il cofonde Adallom, une entreprise spécialisée dans la sécurité des applications en mode SaaS (Software as a Service). En juillet 2015, Adallom est acquise par Microsoft pour environ 320 millions de dollars. À la suite de cette acquisition, il rejoint Microsoft et devient, à l’âge de 34 ans, le directeur général du centre de recherche et développement de Microsoft en Israël, supervisant environ 1 500 employés.
En janvier 2020, Rappaport quitte Microsoft pour cofonder Wiz avec ses anciens collaborateurs d’Adallom. Wiz se spécialise dans la sécurité des infrastructures cloud et connaît une croissance rapide, servant plus de 40 % des entreprises du Fortune 100 d’ici 2023. En mars 2025, il est annoncé que Alphabet, la maison mère de Google, prévoit d’acquérir Wiz pour environ 32 milliards de dollars, ce qui en ferait la plus grande acquisition d’une entreprise technologique israélienne à ce jour.